# Gerald Calabrese
Gerald Anthony Calabrese (4 de fevereiro de 1925 — 13 de abril de 2015) foi um jogador norte-americano de basquete profissional que disputou duas temporadas na National Basketball Association (NBA), além de disputar a ABL. Foi político republicano e prefeito de Cliffside Park.

## Biografia
Calabrese se formou na Cliffside Park High School [en], onde conduziu a equipe do ensino médio ao campeonato estadual de basquete. Após servir na Marinha dos Estados Unidos durante a Segunda Guerra Mundial, ele frequentou a Universidade de São João, onde foi eleito All-American [en]. Seguiu a carreira profissional com o Syracuse Nationals, antecessor do atual Philadelphia 76ers.
Calabrese foi eleito para o Conselho Municipal do Cliffside Park em 1955 e logo se tornou prefeito em 1959. Foi reeleito como prefeito em 1965 e atuou continuamente como chefe do executivo do distrito até sua morte, em 2015. Até 2008, Calabrese foi o prefeito que permaneceu por mais tempo no cargo no estado da Nova Jérsei.

## Carreira

### Universidade
Disputou quatro temporadas pelo Red Storm da Universidade de São João, onde obteve média de 7,2 pontos por jogo.

### Profissional
Foi escolhido pelo Syracuse Nationals na vigésima terceira escolha do draft de 1950, apesar de ter começado a disputar quatro partidas pelo Utica Pros, da liga ABL, com média de 13,8 pontos, e logo se juntou à equipe de Nova Iorque. Disputou duas temporadas com os Nats, com o qual obteve média de 5 pontos, 1,4 rebotes e 1,4 assistências por jogo. Depois de não ter renovado seu contrato, jogou uma temporada pelos Wilkes-Barre Barons na ABL antes de se aposentar definitivamente.